# Han Do-ryeong
Han Do-ryeong, in lingua coreana 한 도령, (25 novembre 1976), è un pentatleta sudcoreano.

## Palmarès
In carriera ha conseguito i seguenti risultati:
- Mondiali:

Mosca 2004: bronzo nel pentathlon moderno staffetta a squadre.